# ألغام بحرية
اللغم البحري هو جهاز ينفجر آليّاً يوضع في الماء لتدمير أو إحداث ضرر في السفن أو الغواصات، على عكس عبوة العمق، الألغام البحرية تنشر وتترك حتى تصطدم به أو تقترب منه السفن المعادية. الألغام البحرية يمكن استخدامها بشكل فعّال لشل حركة السفن وتوجيها نحو ميناء، أو استخدامها بشكل دفاعي عن السفن الصديقة وخلق مناطق آمنة.

## شرح

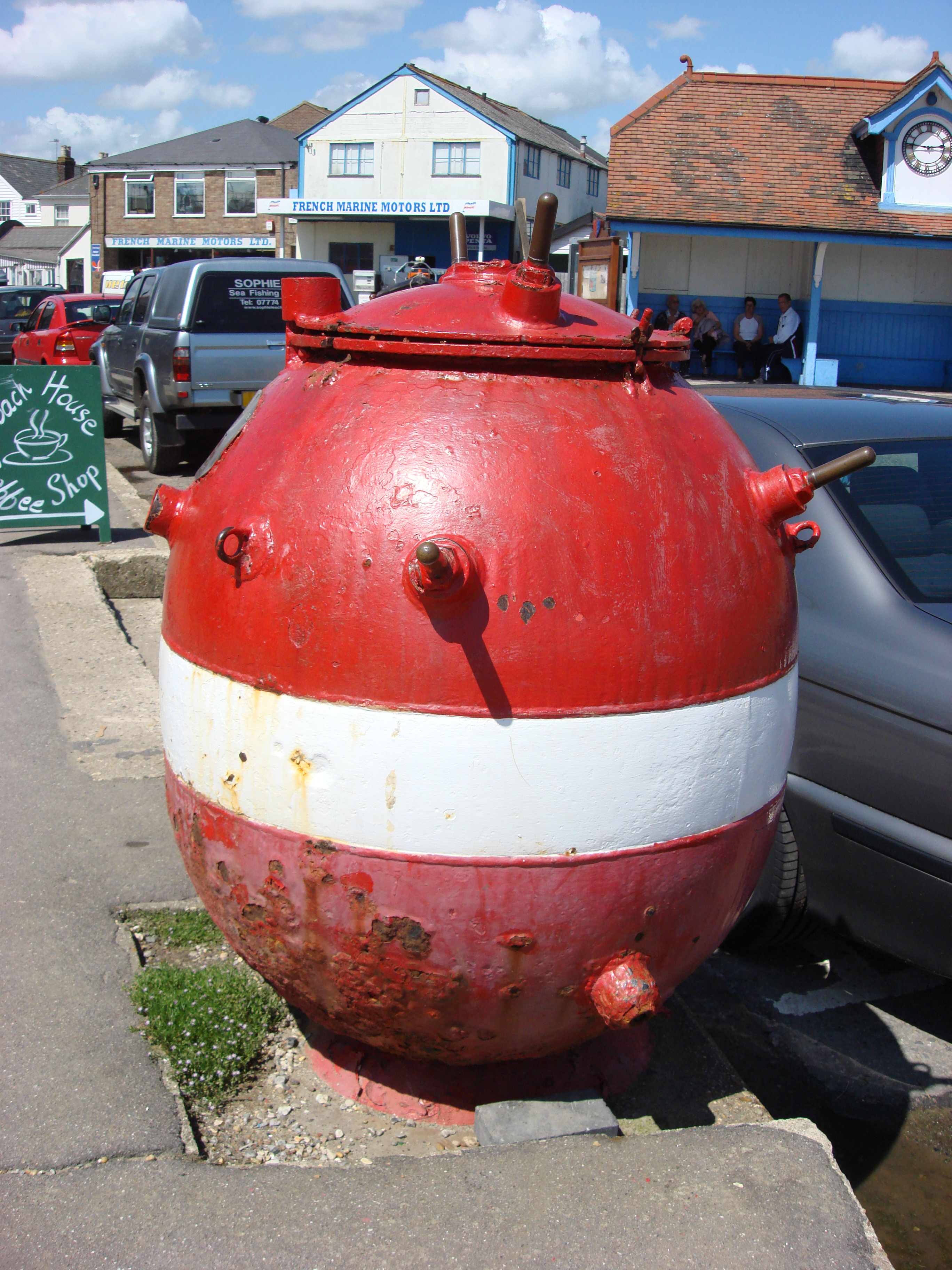
اللغم البحري البريطاني أم ك 14

يمكن وضع الألغام بطرق شتى: بسفينة زرع ألغام مخصصة، أو سفينة معدلة لهذا الغرض، أو مركبة جوية ويمكن إلقائهم يدويا من الميناء، يمكن أن يكون اللغم رخيص الثمن: بعض الأنواع يصل ثمنها إلى ألف دولار، ويوجد ألغام متطورة يمكن أن تصل كلفتها إلى ملايين الدولارات، وتجهز بعدد من الحساسات، يحرر بواسطة صاروخ أو طربيد مجهز برأس حربي.
مرونة الألغام وكلفتها بالنسبة لفعاليتها تجعلها جاذبة للمحاربين الأقل قوة في الحروب المختلفة. كلفة إنتاج وزرع الألغام هو عادة ما بين 0.5% إلى 10% من كلفة إزالته، ويأخذ وقت إزالته أكثر ب200 ضعف من وقت زرعه.
يمكن استخدام الألغام كسلاح هجومي أو دفاعي في الأنهار، البحيرات، مصب النهر، البحار، الميحطات، وأيضأ يمكن استخدام الألغام كجزء من أدوات الحرب النفسية.الألغام الهجومية توضع في مياه العدو، خارج الموانئ ومسارات السفن المهمة وذلك في سبيل إغراق السفن التجارية والعسكرية على حدا سواء. الألغام الدفاعية تنشر على طول الساحل كإجراء وقائي من سفن وغواصات العدو، لإجبارهم على الذهاب إلى مناطق محصنة جيداً، أو لإبعادهم عن المناطق الحساسة والاستراتيجية أيضاً.

## تاريخ

### أوائل الاستخدام
أول من شرح فكرة اللغم البحري كان في عهد أسرة مينغ، ضابط المدفعية الصيني جياو يو(Jiao Yu) في دراسته في القرن الرابع عشر والتي عرفت باسم هو جين لونغ جينغ (Huolongjing). الصينيون تدونوا أخبار عن انفجارات بحرية في القرن 16، استخدمت لمحاربة القرصانة اليابانيين. هذا النوع من الألغام البحرية كان يوضع في صناديق من الخشب ومغلق بمعجون متفجر. استخدم الجنرال كا جيجونو (Qi Jiguang)، المتفجرات المحمولة عدة مرات لمواجهة سفن القرصانة اليابانيين. في كتاب مفخرة الأعمال الطبيعة (بالصينية: Tiangong Kaiwu)، المكتوبة من قبل سونغ يونغكسي في عام 1637 بعد الميلاد، شرح فكرة الألغام البحرية حيث يوجد مدافع مخفي على الشاطئ يمزق حبل ويدير عجلة إغلاق حديدية على حجر صوان لتنتج الشرارة التي تشعل فتيل اللغم البحري. مع أن فكرة عجلة الإغلاق الحديدية استخدمت في الألغام البحرية لأول مرة إلا أن جياو يو شرح كيفية استخدامها في الألغام الأرضية في القرن الرابع عشر .

### القرن التاسع عشر

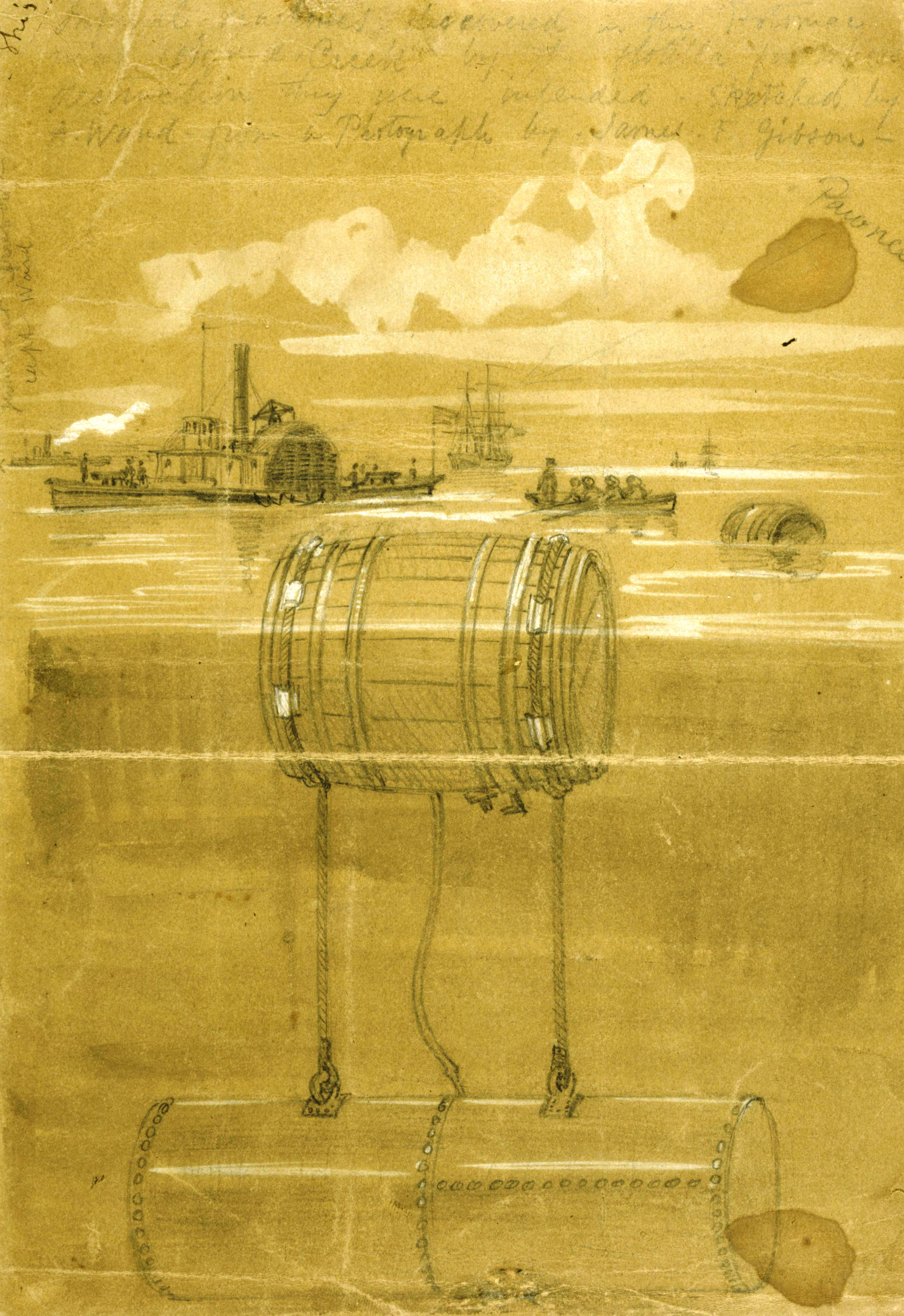
الالأت الشيطانية في نهر بوتوماك في عام1861 خلال الحرب الأهلية الأمريكية، مرسوم من قبل ألفرد وايد

فجّر في عام 1812 المهندس الروسي بافل شيلينغ لغم تحت الماء مستخدماً دائرة كهربائية، وفي عام 1854 خلال محاولة غير ناجحة للأسطول الفرنسي- الإنكليزي لحصار قلعة كرنشتات، السفن الإنكليزية إتش إم إس مارلين (9يوليو 1855، أول تجربة ناجحة للغم بحري في التاريخ)، إتش إم إس فاتلون وإتش إم إس فايرفلي تضررت من انفجار لغم بحري روسي. أكثر من 1500 لغم بحري، أو آلات شيطانية، صُممت من قبل موريتز فون جاكوبي وألفرد نوبل ووضعت من قبل تقنيين روس في خليج فنلندا خلال حرب القرم. تفجير فولكان أدى إلى أول عملية كسح للألغام في العالم. خلال 72 ساعة تم إزالة 33 لغم.

## أنواع

أنواع الألغام البحرية: A-تحت الماء، B-القاع، إس إس-غواصة. 1-لغم ينجرف مع التيار، 2-ينجرف مع التيار، 3-لغم مربوط، 4-لغم مربوط (حبل قصير)، 5-لغم قاعدي، 6-لغم طربيد، 7-لغم منطلق

تقسم الألغام البحرية إلى ثلاث أقسام رئيسية وهي :

### ألغام الاتصال المباشر

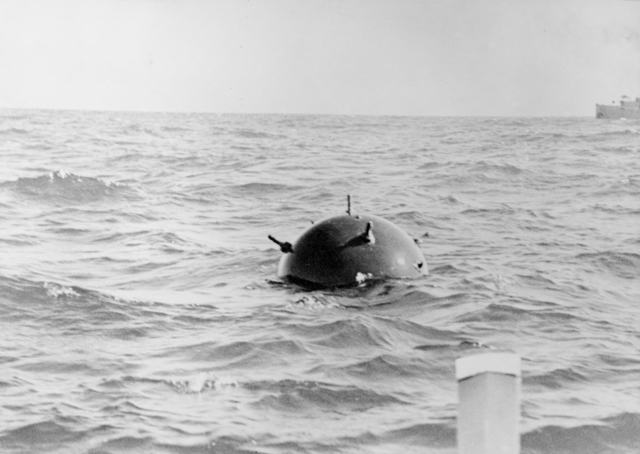
لغم ألماني من نوع الاتصال المباشر موجود في المياه الأسترالية خلال الحرب العالمية الثانية

أول نوع تم صناعته من الألغام البحرية وما زال يستخدم حتى يومنا هذا. هذا النوع غير مكلف مقارنة بغيره من الأسلحة المضادة للسفن وهو فعال كسلاح لإحداث الهبة لدى العدو أو إغراق السفينة بالكامل. ألغام الاتصال تحتاج إلى لمسة من الهدف قبل الانفجار، وينحصر ضرر الانفجار فقط في السفن التي تلمس اللغم.

#### الألغام المربوطة
بشكل عام، هذا النوع من الألغام صمم ليسبح تحت سطح الماء أو على عمق خمس أمتار . سلسلة حديدية موصولة باللغم وفي أسفلها مرساة مثبتة في قاع البحر تمنعه من الطفو بعيداً. أدوات الصاعق والمواد المتفجرة توضع في صدفة قابلة للطفو من الحديد أو البلاستيك. يمكن تحديد العمق تحت السطح لكي تكون سفن الكبيرة، مثل حاملات الطائرات، السفن الحربية أو سفن النقل كبيرة الحجم فقط هي في خطر انفجار اللغم، وبهذه العملية يحفظ اللغم من الانفجار بسفينة قليلة القيمة. في المياه الساحلية من المهم التأكد أن اللغم لا يظهر إذا أصبح مستوى البحر انخفض بفعل المد والجزر، لذا تكون السلسلة مضبوطة حسب المد والجزر. في الحرب العالمية الثانية، كان هناك ألغام مربوطة على عمق 300 متر تحت الماء.

### ألغام التحكم عن بعد
تستخدم بشكل متكرر مع مدفعية الشاطئ و المنصات المائية، الألغام التي يتحكم في توقيت تفجيرها يمكن استخدمها في أيام السلم، وتملك أفضلية كبيرة في توجيه مسارات سفن الشحن. الألغام يمكن أن تتحول إلى ألغام حقيقية بكبسة زر (مما يمنع العدو من الاستيلاء على الموقع وتعطيل الألغام ). أول شخص طوّر هذه التقنية كان حوالي 1812 من قبل العالم روبرت فلتون. أول نوع الألغام بالتحكم عن بعد كان الألغام المربوطة والتي استخدمت في الحرب الأهلية الأمريكية، كانت ترسل إشارة كهربائية من الشاطئ لتنفجر. يعتبر هذا النوع أكثر تفوقاً من الألغام الاتصال المباشر لأنها لا تشكل خطراً على السفن الصديقة.

### ألغام حساسة
هذه الألغام عادة ما تنفجر بتأثير سفينة أو غواصة، عوضاً عن الاتصال المباشر. مثل هذه الألغام يوضع فيها حساسات إلكترونية مصممة بحيث ترصد حركة السفينة وتنفجر عندما تصل إلى مدى اللغم. صواعق هذه الألغام يوضع فيها واحد أو أكثر من الحساسات التالية: مغناطيس، حساس صوتي سلبي، حساس ضغط للانزياح مائي الذي تسببه السفينة.
أول استخدام لهذه الألغام كان في الحرب العالمية الأولى، وأصبحوا يستخدموا بكثرة في الحرب العالمية الثانية.

## وضع الألغام

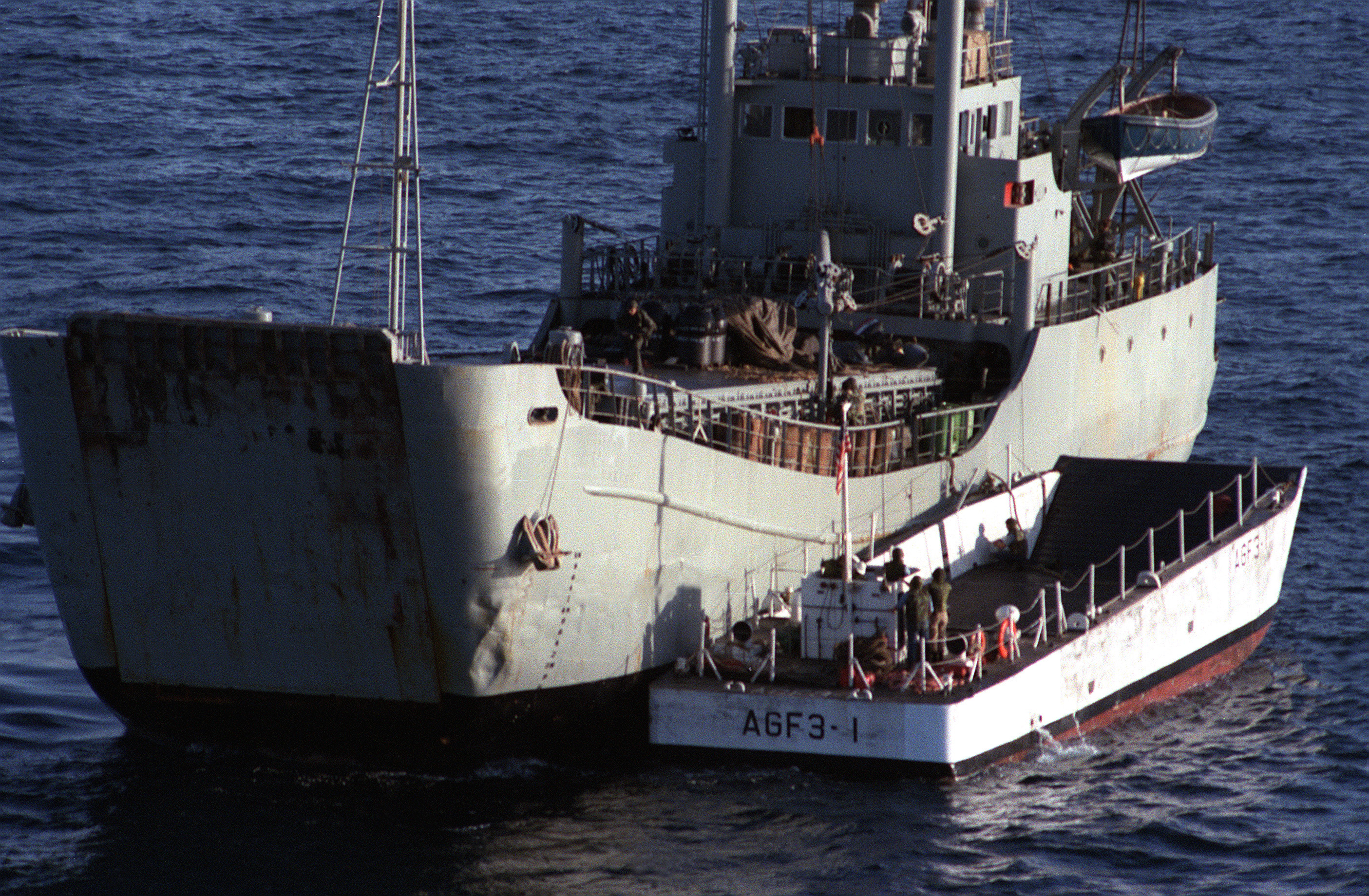
السفينة الإيرانية لوضع الألغام ايران اجر(يسار) المقبوض عليها، وهي سفينة وضع يابانية الصنع معدلة

كان هناك عدة طرق عبر التاريخ لوضع الألغام. خلال الحربين العالميتين الأولى والثانية، الألمان استخدموا يو بوت لوضع الألغام حول انكلترا في الحرب العالمية الثانية، كانت الطائرات تساند عملية وضع الألغام أكبر الأمثلة كان تلغيم طرق البحر الياباني في عملية التجويع.
نشر حقل ألغام بسفن مخصصة هو عملية سريعة نسبياً، والذي ما زالت أكثر طريقة شائعة لنشر الألغام. ناشرات الألغام يمكن أن تحمل آلاف الألغام مع قدرة ومناروة دقيقة. تنشر الألغام في فواصل محددة في الماء خلف السفينة. كل لغم يسجل لأجل إزالة محتملة، لكن من المستبعد أن تضيع السجلات مع السفن. لذلك العديد من البلدان قرروا أن كل عمليات وضع الألغام تخطط على الأرض وتحفظ السجلات لكي تكون عملية الإزالة سهلة لاحقا.
طرق أخرى لنشر حقول الألغام:
- سفن تجارية معدلة-تدحرج أو تنزلق جانباً إلى المياه.
- طائرات تلقي بالألغام بالمظلات.
- غواصات- تطلقها من أنابيب الطربيد أو من منصة إطلاق مخصصة موجودة على جانبي الغواصة.
- سفن القتال - تدحرج من جانب السفينة.
- السفن المموهة - تنشر الألغام على أساس أنها سفن لصيد السمك.
- النشر من الشاطئ - عادة أصغر ولألغام المياه السطحية.
- غواص مهاجم - لنشر الألغام الصغيرة في المياه السطحية.

في بعض الحالات الألغام تتفعل آلياً بمجرد ملامستها للماء، بعض الأنواع الأخرى يتم وضع فتيل أمان ويسحب قبل إلقاء اللغم والذي يفعّل موقت زمني قبل أن تنتهي علمية التفعيل. عادة ما تأخذ عملية التفعيل الآلي بضعة دقائق لتنتهي. وهذا من أجل إعطاء الناس الذين يضعون الألغام وقت كافي ليبتعدوا عنهم.

## انظرا أيضا
- لغم
- بريتانيك
- تفكيك القنابل
- حاجز ألغام بحر الشمال
- حاجز الشمال
- حاجز دوفر
- حاجز أطرانط
- شباك مضادة للغواصات